# Valdo Spini
Valdo Spini (Firenze, 20 gennaio 1946) è un politico italiano, ministro dell'ambiente dal 9 marzo 1993 al 29 aprile 1993 e dal 4 maggio 1993 al 10 maggio 1994 nei governi Amato I e Ciampi.

## Biografia

### Studi e inizi
Figlio dello storico e militante del Partito d'Azione Giorgio Spini, di religione protestante valdese, inizia fin da giovanissimo ad interessarsi di politica, partecipando da studente liceale a "Nuova Resistenza", un’associazione giovanile nata sull’onda dei moti democratici del luglio 1960 contro il governo Tambroni (come i fatti di Genova), come componente dell'esecutivo nazionale.
Successivamente si impegna nella politica universitaria, venendo anche eletto come presidente dell'Unione Goliardica Italiana (l'associazione degli studenti di sinistra). Dopo la laurea in economia e commercio, con una tesi in Economia Politica sulla Teoria dell'impresa, assolto il servizio militare, è borsista e contrattista presso la facoltà di Economia e Commercio di Firenze, poi assistente di ruolo e professore associato di Storia delle Relazioni economiche internazionali alla facoltà di Scienze Politiche "Cesare Alfieri" dell'Università di Firenze.

### Deputato del PSI, vicesegretario nazionale e Sottosegretario all'Interno

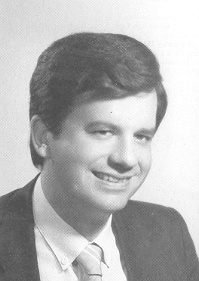
Valdo Spini rieletto alla Camera dei deputati nel 1983

Nel 1962 aderisce al Partito Socialista Italiano, con cui alle elezioni politiche del 1979 viene eletto deputato alla Camera, dove verrà rieletto per altre sette volte consecutive, fino al 2008. Con la segreteria del PSI di Bettino Craxi è vicesegretario nazionale nel 1981 al 1984. È anche membro dell'Unione dei partiti del socialismo europeo. Partecipa nella delegazione del PSI alla fondazione del P.S.E. (Partito del Socialismo Europeo).
Attento alla questione morale, nel 1984 presenta alla Camera una proposta di legge per la trasparenza del finanziamento dei partiti e delle campagne elettorali. Tale proposta verrà ripresentata nelle legislature successive e ad essa comunque uniformerà le sue personali campagne elettorali dal 1985 in poi. Poco dopo questa proposta non viene riconfermato vicesegretario del PSI, ma quando otto anni dopo esplode l'inchiesta giudiziaria Tangentopoli, questa sua posizione gli vale nuovo consenso e considerazione, fino alla candidatura alla segreteria del Partito.
È sottosegretario al ministero dell'Interno, con una breve interruzione, dal novembre 1986 al giugno 1992.

### Consigliere e Assessore comunale di Firenze
Tra il 1975 e il 1980 è consigliere comunale di Firenze nella lista del PSI di cui è capogruppo consiliare. Alle elezioni amministrative del 1985 si ricandida al consiglio comunale di Firenze, dove risulta il primo degli eletti per la lista del PSI. Tra il 1989 e il 1990 ricopre per sei mesi anche l'incarico di assessore alla cultura del comune di Firenze in una giunta di coalizione di sinistra e laica.
Dal 1989 al 1992 è stato presidente della giunta esecutiva del comitato per il quinto centenario dalla morte di Lorenzo il Magnifico, promuovendo una fitta serie di manifestazioni e di pubblicazioni edite da Silvana Editoriale.

### Sottosegretario agli Esteri e Ministro dell'Ambiente
Nel 1992 Giuliano Amato lo nomina sottosegretario agli Affari Esteri e nel marzo 1993 lo promuove al ruolo di ministro dell'Ambiente. Nel successivo governo Ciampi è inizialmente ministro per gli affari regionali, per poi riassumere l'incarico di ministro dell'Ambiente dopo le dimissioni di Francesco Rutelli, dimessosi con altri tre ministri (Augusto Barbera, Luigi Berlinguer e Vincenzo Visco) per protesta contro il voto della Camera che respinge l'autorizzazione a procedere penalmente contro Bettino Craxi. Nella veste di ministro dell'Ambiente istituisce undici parchi nazionali, elabora e porta all'approvazione il secondo piano triennale per l'ambiente e convoca il primo coordinamento del G7 dell'ambiente realizzato a Firenze nel 1994.

### Scioglimento del PSI e la Federazione Laburista
Storicamente vicino alle posizioni della sinistra socialista di Riccardo Lombardi, nel 1993, dopo le dimissioni di Bettino Craxi, si candida a segretario del PSI in contrapposizione all'ex leader della UIL Giorgio Benvenuto: perde di misura la sfida ottenendo però il 42,1% dei consensi. Dal 21 giugno (in seguito alle dimissioni del segretario Ottaviano Del Turco) al 20 settembre 1994 fu Coordinatore Nazionale del PSI.
Dopo il disfacimento del partito, causato dalle inchieste di Tangentopoli e dalle condanne inflitte a molti dirigenti del partito, lancia l'idea della costituente Laburista come strumento di rinnovamento del socialismo italiano. Mentre Spini nel 1994 propone e crea la Federazione Laburista (FL), di cui viene eletto presidente, con l'adesione della maggior parte dei parlamentari socialisti, Ottaviano del Turco ed Enrico Boselli portano il PSI allo scioglimento amministrativo e alla formazione dei Socialisti Italiani. Nelle elezioni dello stesso anno la Federazione Laburista aderisce alla coalizione Alleanza dei Progressisti e in quelle successive all'Ulivo, di cui è tra i soci fondatori.
Spini viene eletto alla Camera nel Collegio di Firenze 3 (Rifredi) nel 1994 (Alleanza dei progressisti), nel 1996 e nel 2001 (l'Ulivo). Nel 2006 è eletto col nuovo sistema elettorale nella Circoscrizione Toscana sempre per l'Ulivo.

### Fondazione dei DS e proposte di legge
Nel 1998 con la Federazione Laburista, è tra i fondatori dei Democratici di Sinistra (che hanno posto nel simbolo quello del socialismo europeo). Nei DS Spini, il 31 gennaio del 2000, viene eletto presidente della Direzione del partito, carica che ricopre per un anno fino al congresso del 2001 di Pesaro, dove viene sostituito da tre esponenti di ciascuna delle posizioni congressuali. Nel corso della XIII legislatura della Repubblica (1996-2001) è presidente della 4ª Commissione Difesa della Camera, dove tra le sue iniziative legislative più importanti portate a conclusione si ricordano anche la proposta di abrogazione del servizio militare obbligatorio, l'introduzione del servizio militare volontario femminile, la riforma dei vertici militari.
Nel congresso dei Democratici di Sinistra del 2005 fa approvare una mozione per includere nel simbolo del partito la dizione Partito del Socialismo Europeo.
Si ricordano anche le sue proposte di legge sulla libertà religiosa. Laico da sempre, portano anche la sua firma le numerose proposte di legge sulle unioni civili. Nella legislatura 2001-2006 è responsabile del gruppo DS nella Commissione esteri della Camera dei deputati, durante il periodo di opposizione al governo di centro-destra di Silvio Berlusconi e compie numerose missioni all'estero.
Partecipa in rappresentanza della Camera dei Deputati, designato dal gruppo DS, alla Convenzione per l'Avvenire dell'Europa (2000-2001) incaricata della redazione di un progetto di Trattato Costituzionale per l'Europa.

### La non adesione al PD e Sinistra Democratica
Alle politiche del 2006 viene rieletto deputato per l'ottava volta consecutiva, candidato nella circoscrizione Toscana tra le liste dell'Ulivo (lista che univa i DS con La Margherita di Francesco Rutelli). Nel corso della XV legislatura è componente della 3ª Commissione Affari esteri e comunitari della Camera.
È uno dei primi firmatari della mozione congressuale "A sinistra per il socialismo europeo", che candida il ministro dell'università e della ricerca Fabio Mussi alla segreteria dei Democratici di Sinistra, al IV congresso dei DS tenutosi tra il 19 e il 21 aprile 2007. Come gli altri esponenti della mozione, al termine del congresso non aderisce al Partito Democratico, che in quella fase esce da Partito Socialista Europeo, e partecipa invece alla nascita del nuovo movimento Sinistra Democratica. Di fronte alla mancata adesione di questa al PSE, nel settembre 2007 aderisce alla Costituente Socialista Partito Socialista come elemento di coerenza politica.
Alle politiche del 2008 viene candidato sotto il simbolo del Partito Socialista come capolista nelle circoscrizioni Friuli-Venezia Giulia e Trentino-Alto Adige, oltre che secondo in lista in Toscana, ma non viene rieletto in Parlamento a causa del cattivo risultato elettorale ottenuto dalla lista del Partito Socialista, cui il Partito Democratico aveva negato l'apparentamento. Valdo Spini esce così, dopo ventinove anni, dal Parlamento.

### Candidatura a Sindaco di Firenze

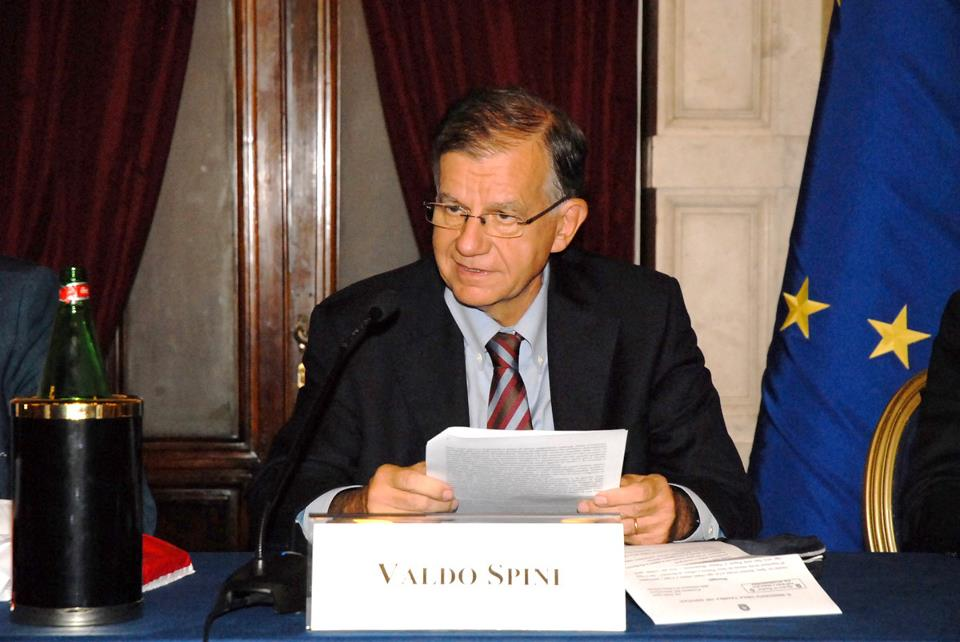
Valdo Spini nel 2012

Il 12 novembre 2008 annuncia l'intenzione di candidarsi a sindaco di Firenze. La sua candidatura è appoggiata da tre liste: la lista civica "Spini per Firenze" (in cui sono entrati anche Verdi, Repubblicani Europei e Cittadini dell'Area Fiorentina), "Sinistra per la Costituzione" e Rifondazione Comunista. Alle elezioni amministrative del 2009 risulta terzo al primo turno, con 17.600 voti (pari all'8,36% delle preferenze degli elettori), fra i quali 4.000 voti "disgiunti" a suo favore. Risulta primo Matteo Renzi del PD e secondo il candidato del centro-destra Giovanni Galli. Nel successivo ballottaggio viene eletto Renzi, che Valdo Spini aveva dichiarato a titolo personale di votare al ballottaggio.
Eletto quindi nel consiglio comunale (2009-2014), è presidente della commissione affari istituzionali e poi nominato dalla giunta comunale Presidente del Comitato Fiorentino per le celebrazioni del V centenario della stesura del Principe di Niccolò Machiavelli, gestendo e coordinando una ricca serie di eventi. Dal punto di vista politico, vista anche la sconfessione del PSI alla sua candidatura a sindaco di Firenze, Valdo Spini si pone da allora in una posizione di indipendenza senza tessere di partito.
Nel 2019 viene designato dal sindaco di Firenze Dario Nardella a far parte del consiglio di amministrazione del Gabinetto Vieusseux, e nello stesso anno il consiglio regionale della Toscana lo nomina suo rappresentante nel comitato di indirizzo del Maggio Musicale Fiorentino. Il ministro della cultura Dario Franceschini lo nomina nel 2021 membro del consiglio di amministrazione delle Gallerie degli Uffizi.
Partecipa attivamente con numerosi articoli e interventi al dibattito politico e ideale, rivendicando con forza il socialismo liberale di Carlo Rosselli, la riforma della politica, l'attuazione dell'articolo 49 della Costituzione, la costruzione dell'Unione Europea, e conducendo i Quaderni del Circolo Rosselli ad un'analisi congiunta col Censis sulla situazione sociale a cavallo della pandemia di COVID-19.

## Attività culturali e di docente universitario
Professore universitario associato (in aspettativa per mandato parlamentare) alla facoltà di Scienze Politiche Cesare Alfieri, attualmente in pensione.
Nel 2012 gli è assegnato l'insegnamento di Storia ed evoluzione degli accordi internazionali in tema di energia e ambiente nell'ambito del Master “Ambiente ed energia”, promosso dalla Facoltà di Economia e Commercio dell'Università di Firenze e dal Centro Interuniversitario di Scienze Attuariali (CISA).
Il 3 maggio 2012 è eletto presidente dell'Associazione Istituzioni di Cultura Italiana (Aici), cui aderiscono 148 istituti culturali italiani fra i quali tutte le maggiori Fondazioni, dalla "Sturzo" alla "Gramsci", venendo rieletto per quattro mandati fino al 2022. In questa veste ha promosso dal 2014 le VI Conferenze annuali dell'AICI, tutte pubblicate da Vielle Editore.
Socio del Circolo di cultura politica "Fratelli Rosselli" fin dall'età di sedici anni, nel 1990 ha promosso la costituzione della https://www.rosselli.org/ di cui è presidente.

## Altre attività
Il 22 agosto 2021 a Torre Pellice è stato eletto presidente dell'annuale Sinodo valdese.
È membro del consiglio di amministrazione delle Gallerie degli Uffizi.
Ricopre l'incarico di vice presidente vicario del Teatro del Maggio Fiorentino 

## Libri
Le opere letterarie di Valdo Spini, inizialmente di carattere economico, si segnalano come una guida volta a far conoscere l'ideologia dapprima del PSI e poi del centrosinistra.
- "Revisione e nota alla traduzione italiana di J. Schumpeter", Teoria dello Sviluppo Economico (1971 e 1977)
- "Lo sviluppo economico della Toscana" (1973) (Bibliografia di storia economica ragionata annessa all'omonimo saggio di Giacomo Becattini)
- "Firenze urbanistica e politica" (1975) (Con Mariella Zoppi)
- "I Socialisti e la politica di Piano 1945-1964" (1982) Sansoni ed.
- Il Comitato Toscano di Liberazione Nazionale di fronte al problema della ricostruzione, in La Ricostruzione in Toscana . Dal CLN ai partiti, Bologna, Il Mulino 1980. Premio Prato per la saggistica 1981
- "Tre congressi per il nuovo P.S.I" (1984). Supplemento ai "Quaderni del Circolo Rosselli".
- " Per una storia del socialismo liberale a Firenze", Firenze Litografia Ip e Milano Mondadori.
- "Il Socialismo delle libertà" (Claudiana 1990)
- "L'esperienza del governo laburista nel dopoguerra" (1991)
- "Viaggio dentro le istituzioni" (1992) Baldini & Castoldi ed.
- "Intervista sul buongoverno" ( Le Lettere 1994)
- "L'ambiente come opportunità", Firenze 1994
- "Claudio Treves. Discorsi parlamentari", Introduzione di Valdo Spini (Camera dei Deputati 1995)
- "Naia? no grazie"  (con Fabio Isman) (1997) Dalai ed.
- "La Rosa e l'Ulivo" (1998) Dalai ed.
- "Riccardo Lombardi. Discorsi parlamentari"  Vol. II - presentazione di Valdo Spini, Roma, Camera dei Deputati, 2001.
- "La strada della Liberazione" di Giorgio Spini a cura di Valdo Spini (2002), Torino, Claudiana
- "Alla Convenzione Europea. Diario e documenti da Bruxelles" (2003) Alinea ed. Firenze
- "Compagni siete riabilitati! Il grano e il loglio dell'esperienza socialista" (2006) Roma Editori Riuniti
- "Vent'anni dopo la Bolognina" (2010) Rubettino ed.
- "La buona politica. Da Machiavelli alla III Repubblica, un socialista" (2013); Marsilio Editori Venezia IV ed. 2018, pref. di C.A. Ciampi. Introduzione di F. Colombo. Premio Matteotti per la Saggistica 2015.
- Prefazione a V. E. Orlando", Parlare in Parlamento (2013) Roma edizioni di Storia e Letteratura
- Il CTLN e la ricostruzione, In "Quaderni del circolo Rosselli", n.3/2024, Pacini Editore, Pisa.
- "Carlo e Nello Rosselli. Testimoni di Giustizia e Libertà" (Firenze Clichy 2016) e riedito da Left 2024 e disponibile sul sito www.left.it
- saggi e interventi in "Socialismo Liberale oggi", "Quaderni del Circolo Rosselli"n.3/2021, Pacini ed. Pisa
- "Sul Colle più alto",  I e II edizione Milano, Solferino (2022).; IIa ed. 2022.
- Prefazione e Giorgio Spini, una testimonianza in G. Talini (a cura di)Storiografia etico-politica e «contemporaneità» della storia nel Novecento italiano, Pacini, Pisa,2022.
- “1944 Firenze insorge. Ottanta anni fa la Liberazione dal nazifascismo” di Valdo Spini e Matteo Mazzoni (GEDI 2024). Alla pubblicazione è stato assegnato il premio speciale della giuria del Premio Firenze - Ada Cullino Marcori (1 aprile 2025)
- STORIA DEL FASCISMO - “Le leggi fascistissime” di Valdo Spini (RCS 2024)
- “I matteottini” di Valdo Spini. Saggio nel libro «Matteotti-Cento anni fa il delitto fascista a Roma»  a cura di Ottavio Ragone e Conchita Sannino (GEDI 2024)
- "Con l'IA non torneremo più indietro. Ma il potere decisionale deve restare in mano alla persona". Intervista a Valdo Spini di Giovanni Cirone in Tempo Presente n. 529-531 gennaio-marzo 2025
- "Profilo storico della Federazione Laburista" in Inventario del fondo Federazione Laburista 1994-2000, Camera dei Deputati Archivio storico, Roma, giugno 2025

Inoltre egli ha fondato (nel 1981) e dirige tuttora la rivista trimestrale "Quaderni del Circolo Rosselli", attualmente edita da Pacini, Pisa che ha recentemente passato il 157esimo fascicolo. in cui sono pubblicati vari altri articoli e saggi.
In tale qualità è stato altresì eletto Presidente del Coordinamento Riviste Italiane di cultura (Cric)